# Daewoo Nubira
Daewoo Nubira — автомобіль середнього класу, був представлений в березні 1997 року.

## Перше покоління (J100)

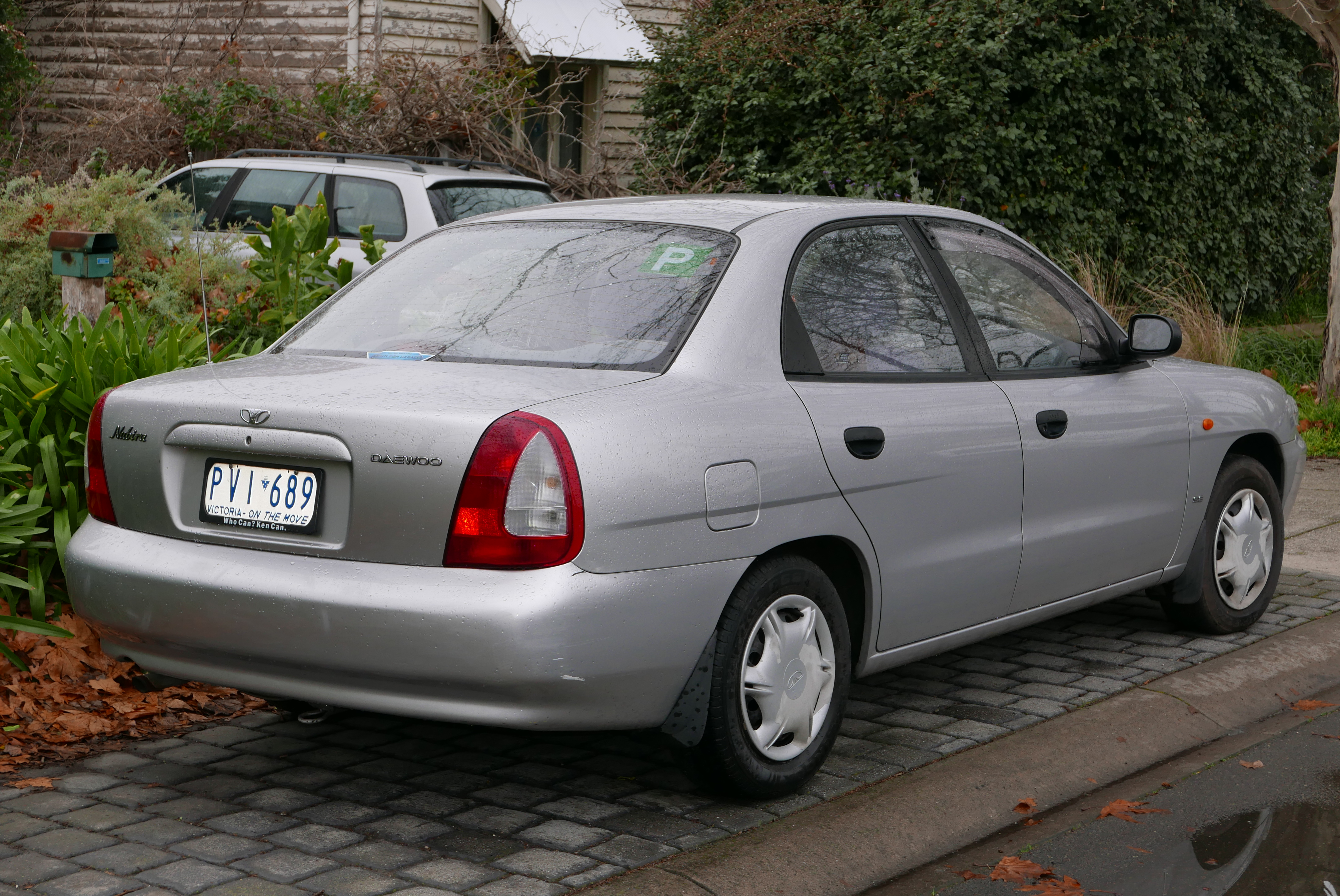
Daewoo Nubira І з кузовом седан (1997–1999)

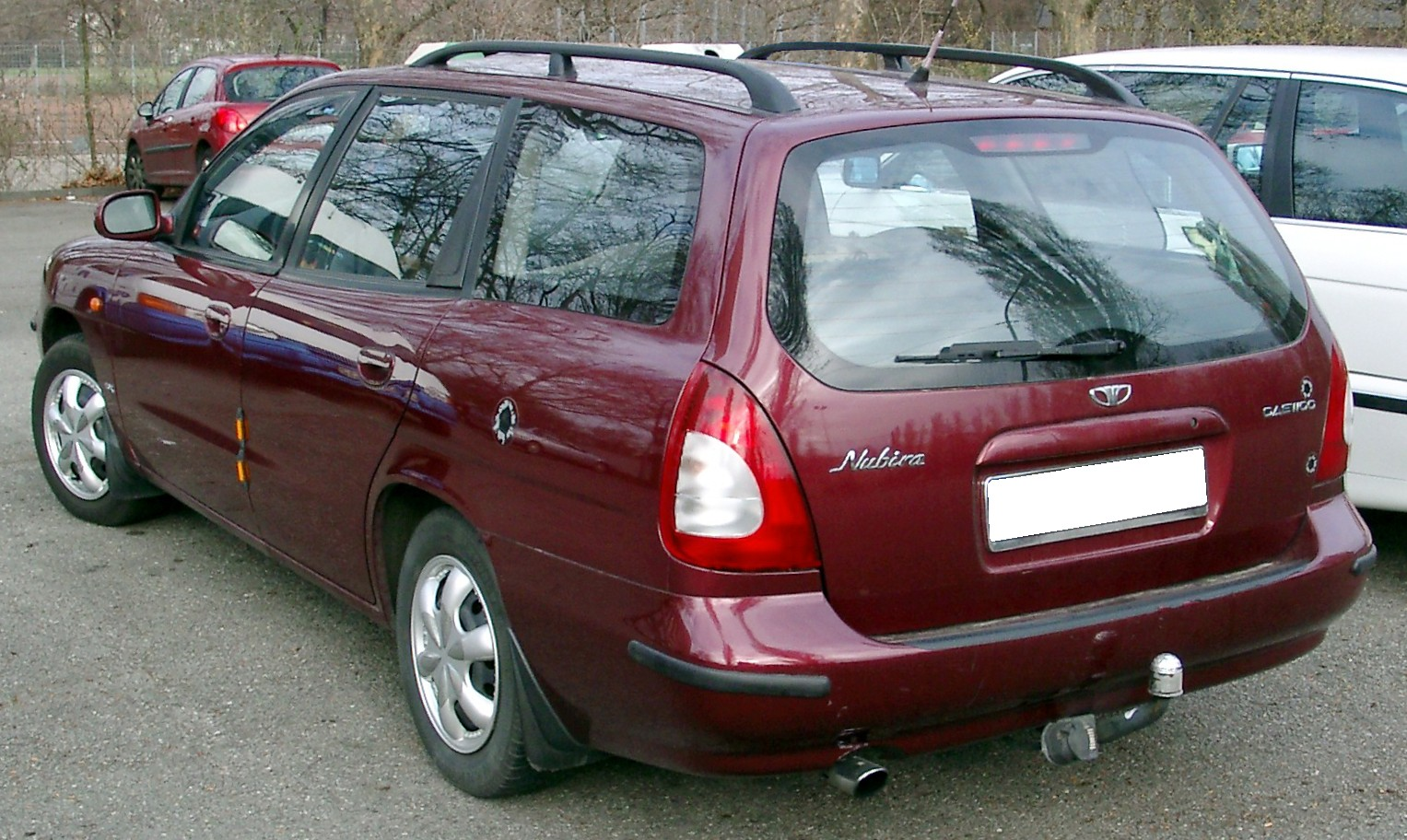
Daewoo Nubira І з кузовом універсал (1997–1999)

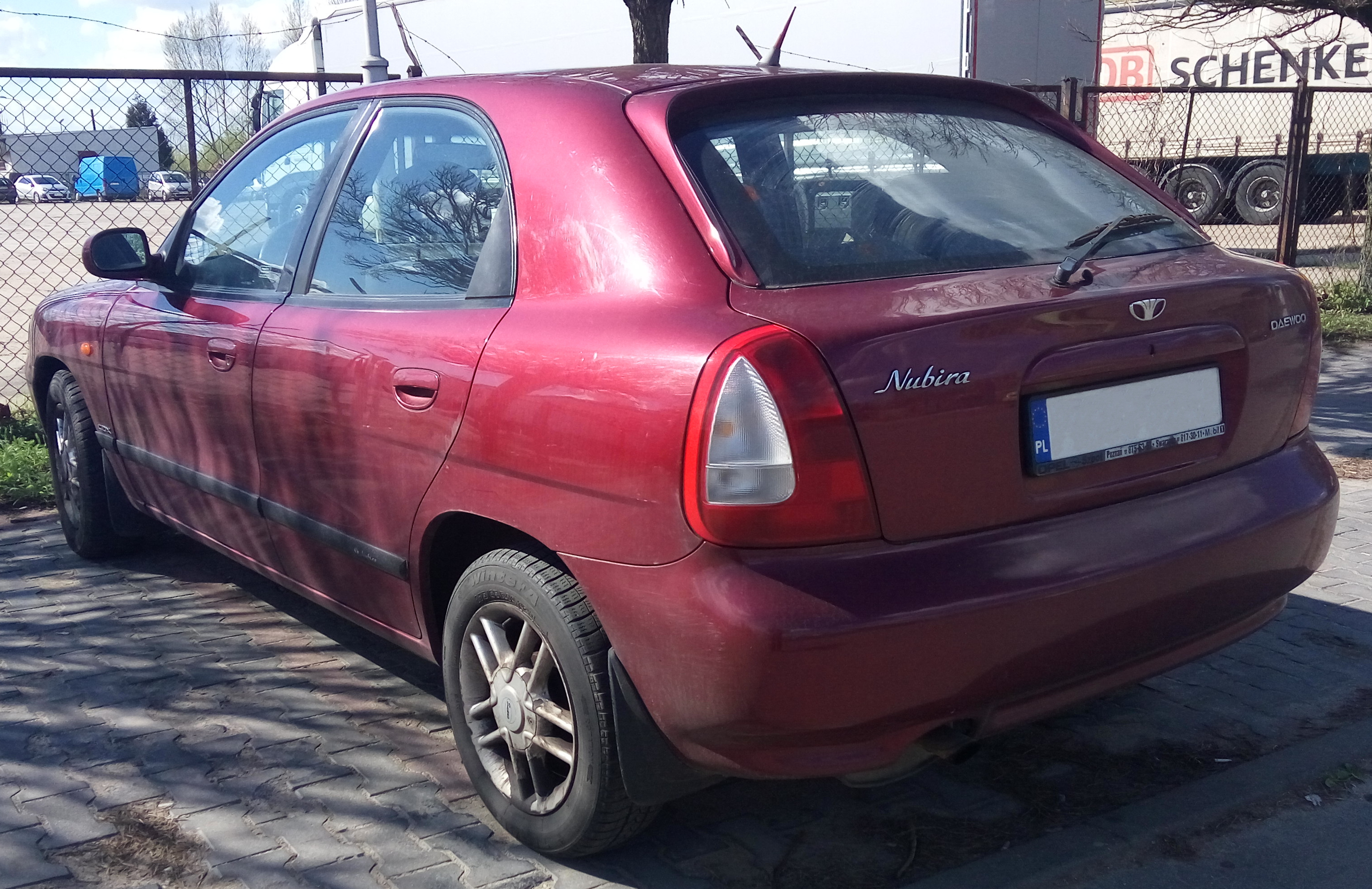
Daewoo Nubira І з кузовом хетчбек (1997–1999)

Сімейство «Нубіра» (J100) - було найширшим в програмі Daewoo. У нього входить три типи кузовів: 4-дверний седан, 5-дверний хетчбек і 5-дверний універсал. Як і «Леганза», «Нубіра» проектував колектив фахівців з Великої Британії (конструкція в цілому), Німеччини (двигуни) та Італії (дизайн кузовів). Салон автомобіля був виконаний із застосуванням недорогих матеріалів, але отримав дуже привабливий дизайн, який всеодно недостатьно гарний, порівнюючи з автомобілями марки Opel. Якість збірки кузова досить гарна.
Всі моделі оснащували чотирициліндровими 16-клапанними двигунами робочим об'ємом 1598 і 1998 см³, потужністю 106 к.с./78 кВт і 133 к.с./98 кВт, а також п'ятиступінчастими механічними і чотириступінчастим автоматичними коробками передач.
Підвіска налаштована таким чином, що впевнено проковтує дрібні і середні нерівності дорожнього покриття і не навантажує пасажирів зайвими вібраціями.
З метою безпеки всі модифікації мають надувні подушки безпеки, підсилювач рульового управління і ABS.
Автомобіль розрахований на людей, які бажають отримати в особисте користування надійний і сучасний автомобіль, але не мають достатньо коштів, для придбання еталонних японців чи німців.

### Двигуни
| Індекс             | Тип двигуна | Об'єм    | Система живлення | Потужність                        | Крутний момент        | Роки випуску |
| ------------------ | ----------- | -------- | ---------------- | --------------------------------- | --------------------- | ------------ |
| Бензинові дивигуни |             |          |                  |                                   |                       |              |
| 1,6i               | Р4          | 1598 см³ | інжектор         | 106 к. с. (78 кВт) при 5800 об/хв | 145 Нм при 3800 об/хв | 1997-1999    |
| 2,0i               | Р4          | 1998 см³ | інжектор         | 133 к. с. (98 кВт) при 5400 об/хв | 184 Нм при 4400 об/хв | 1997-1999    |

## Друге покоління (J150)

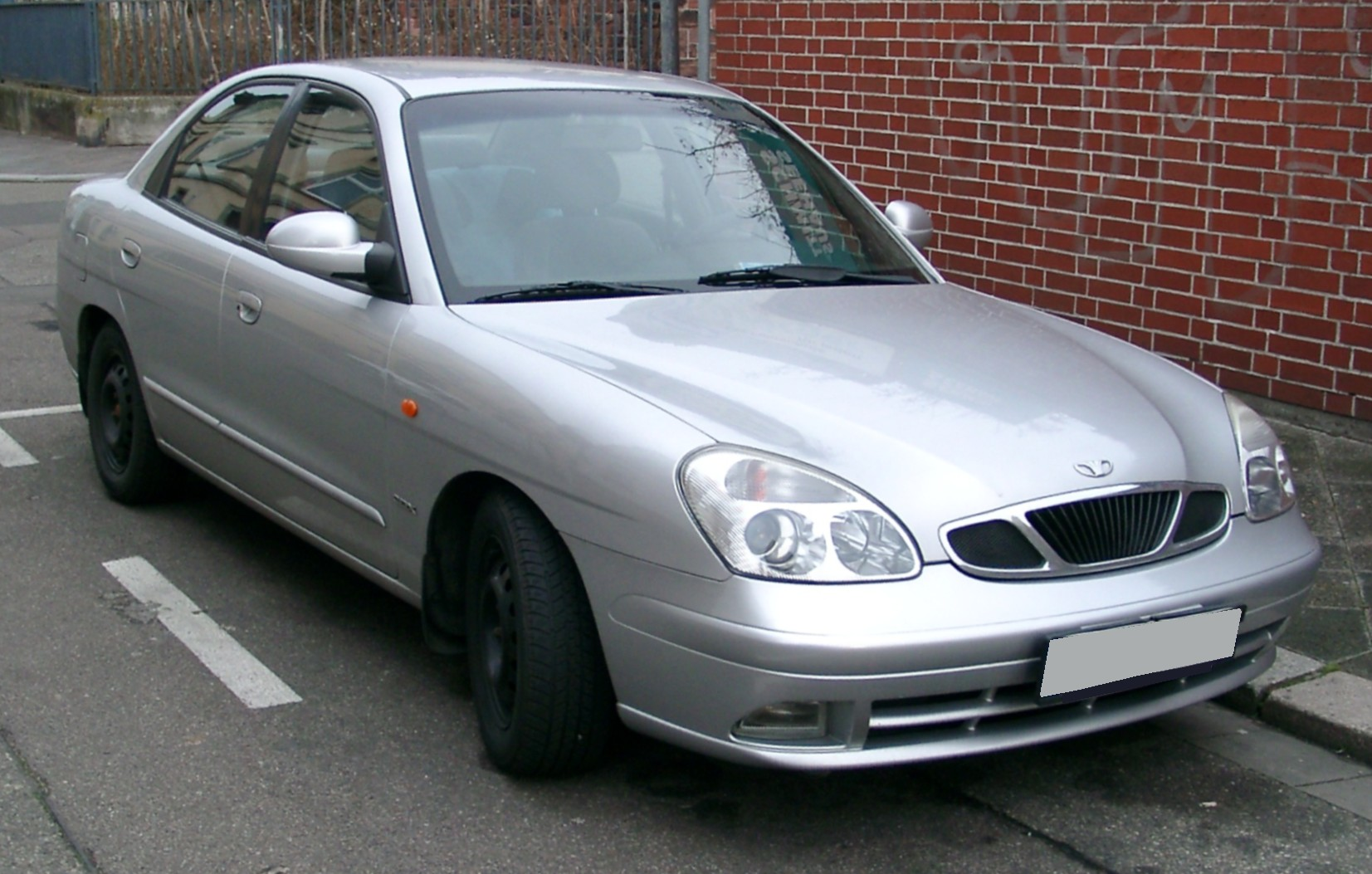
Daewoo Nubira ІІ з кузовом седан (1999–2003)

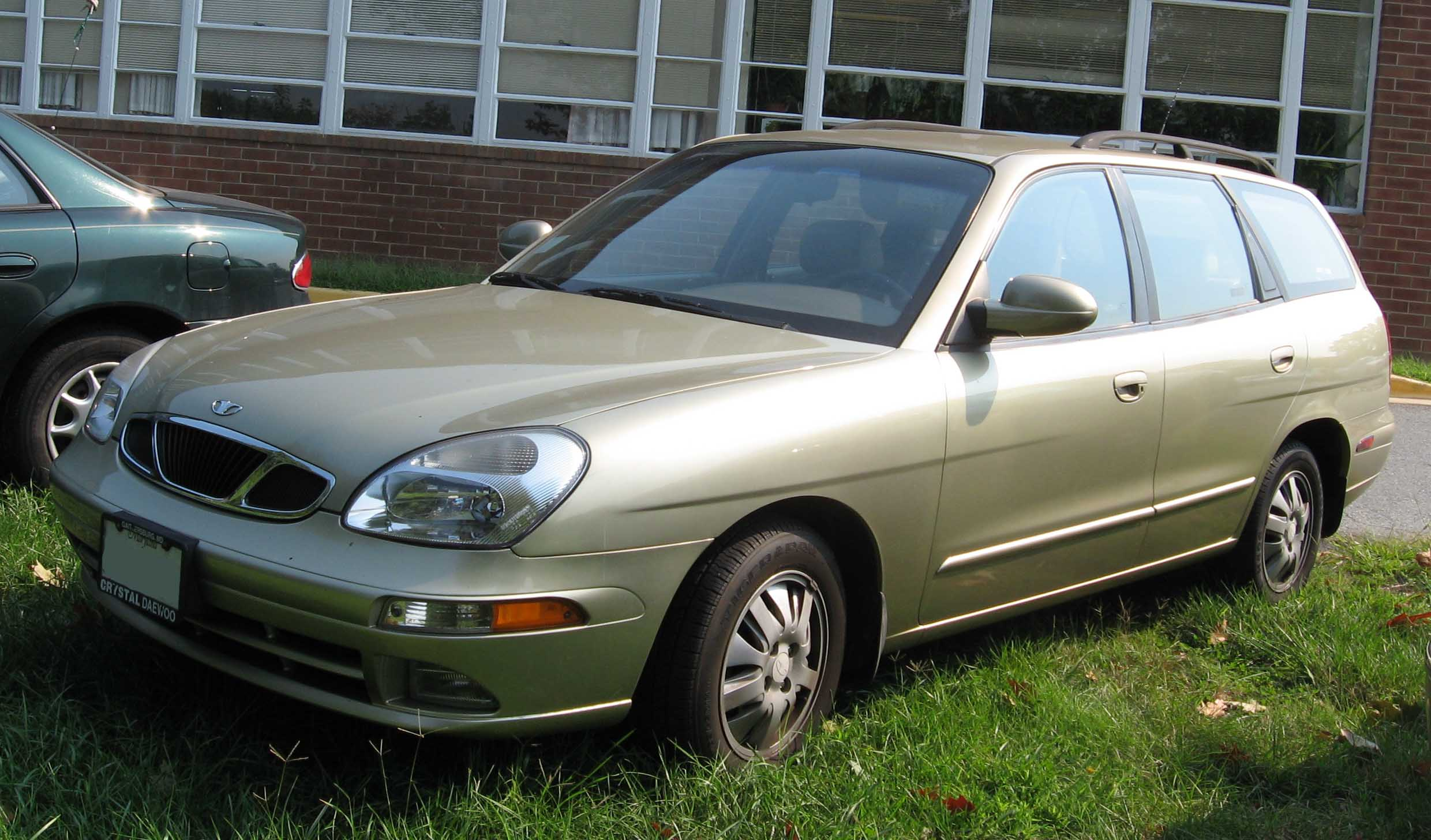
Daewoo Nubira ІІ з кузовом універсал (1999–2004)

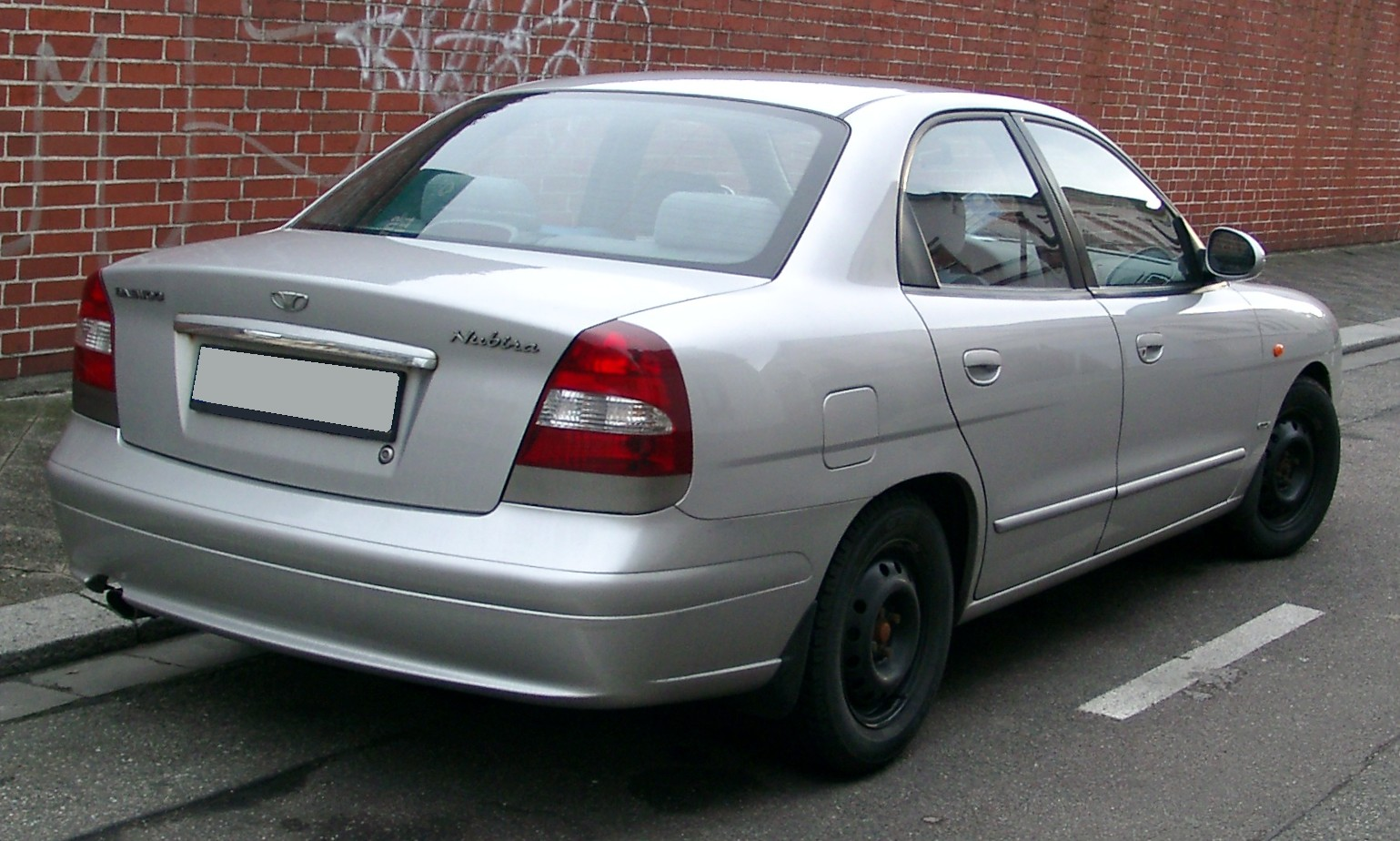
Daewoo Nubira ІІ з кузовом седан (1999–2003)

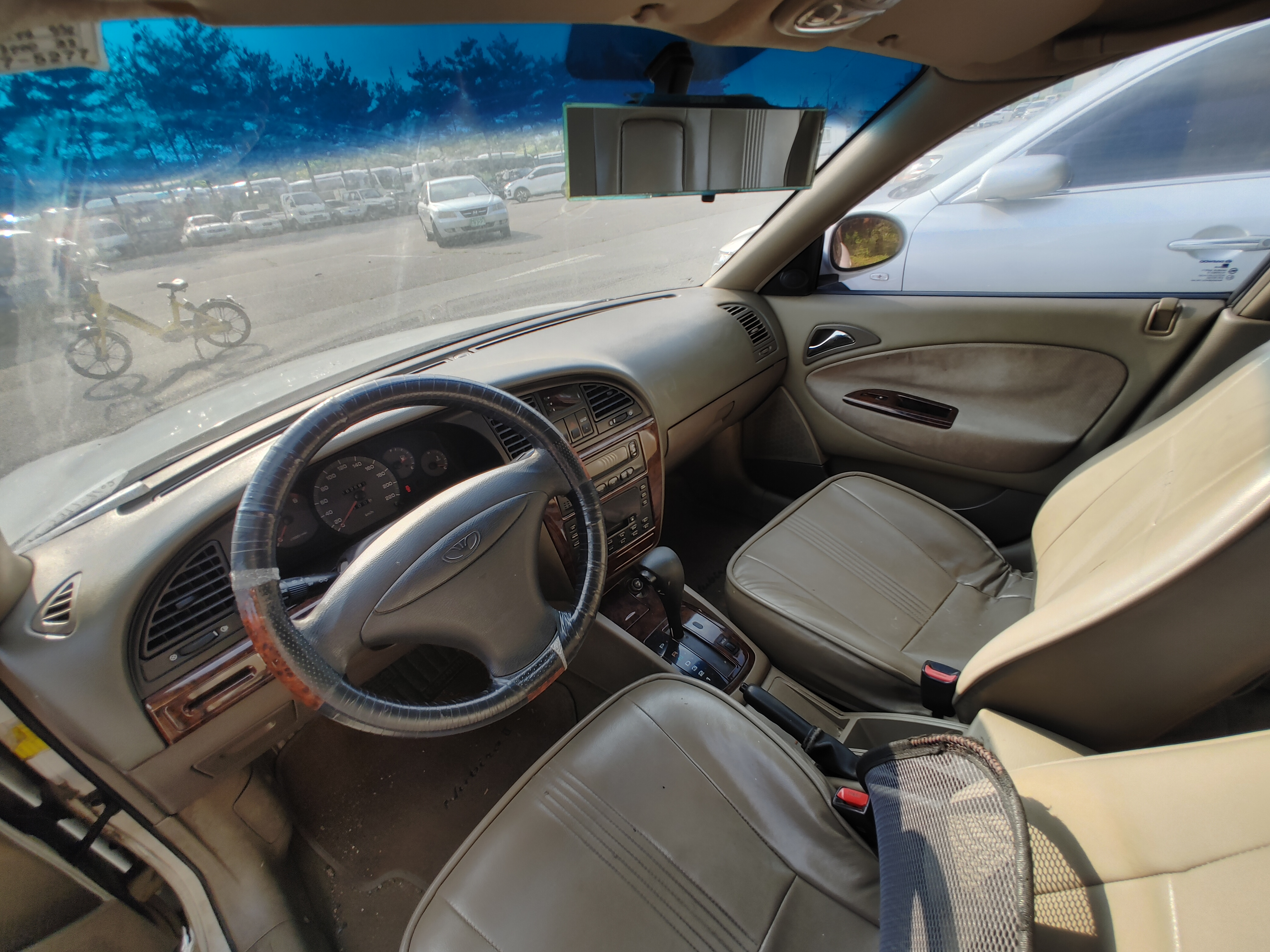

Червень 1999 року - рестайлінг моделі: оновлення екстер'єру з частковою модернізацією ходової частини і салону. Це дало підставу присвоїти новій модифікації індекс Nubira II (J150).
Липень 1999 року - припинено виробництво автомобіля з кузовом хетчбек.
У Кореї модель випускали до 2003 року - до виходу Nubira 3, в Єгипті модель протрималася за ліцензією до 2008 року на заводі Daewoo Egypt, аж до переходу Daewoo Egypt на складання китайських Chery, а також у Румунії - на заводі Daewoo Automobilie Romania до 2008 року, після чого завод перейшов на складання комерційних Ford.

### Двигуни
| Індекс             | Тип двигуна | Об'єм    | Система живлення | Потужність                        | Крутний момент        | Роки випуску |
| ------------------ | ----------- | -------- | ---------------- | --------------------------------- | --------------------- | ------------ |
| Бензинові дивигуни |             |          |                  |                                   |                       |              |
| 1,6i               | Р4          | 1598 см³ | інжектор         | 106 к. с. (78 кВт) при 5800 об/хв | 145 Нм при 3800 об/хв | 1999-2003    |
| 2,0i               | Р4          | 1998 см³ | інжектор         | 133 к. с. (98 кВт) при 5400 об/хв | 184 Нм при 4400 об/хв | 1999-2003    |

## Третє покоління (J200)
Жовтень 2002 року - представлена Nubira III (J200) - модель на зовсім іншій платформі, в більшості країн вона називається Chevrolet Lacetti.

### Двигуни
| Індекс             | Тип двигуна | Об'єм    | Система живлення | Потужність                        | Крутний момент        | Роки випуску |
| ------------------ | ----------- | -------- | ---------------- | --------------------------------- | --------------------- | ------------ |
| Бензинові дивигуни |             |          |                  |                                   |                       |              |
| 1,4i               | Р4          | 1399 см³ | інжектор         | 95 к. с. (70 кВт) при 5800 об/хв  | 131 Нм при 4400 об/хв | 2003-2004    |
| 1,6i               | Р4          | 1598 см³ | інжектор         | 109 к. с. (80 кВт) при 5800 об/хв | 147 Нм при 4000 об/хв | 2003-2004    |
| 1,8i               | Р4          | 1799 см³ | інжектор         | 122 к. с. (90 кВт) при 6000 об/хв | 161 Нм при 4000 об/хв | 2003-2004    |

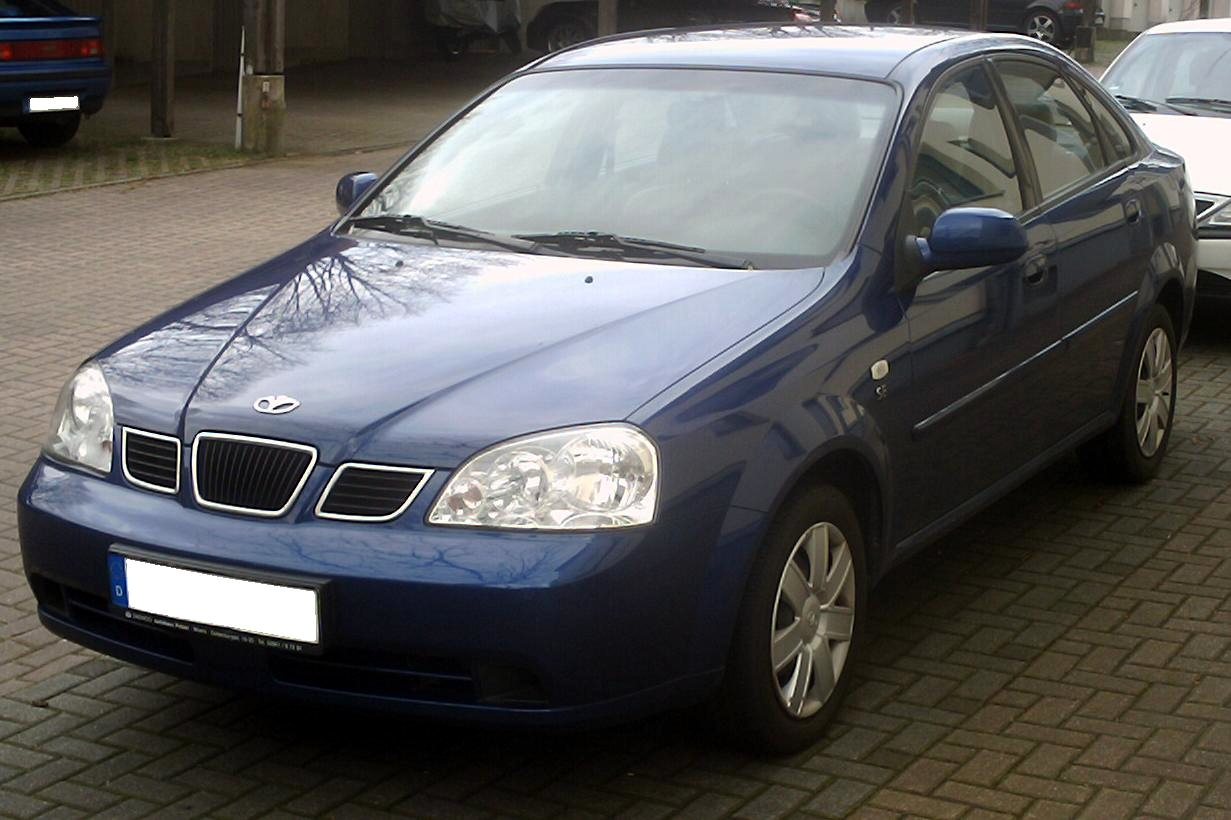
Daewoo Nubira ІІІ з кузовом седан
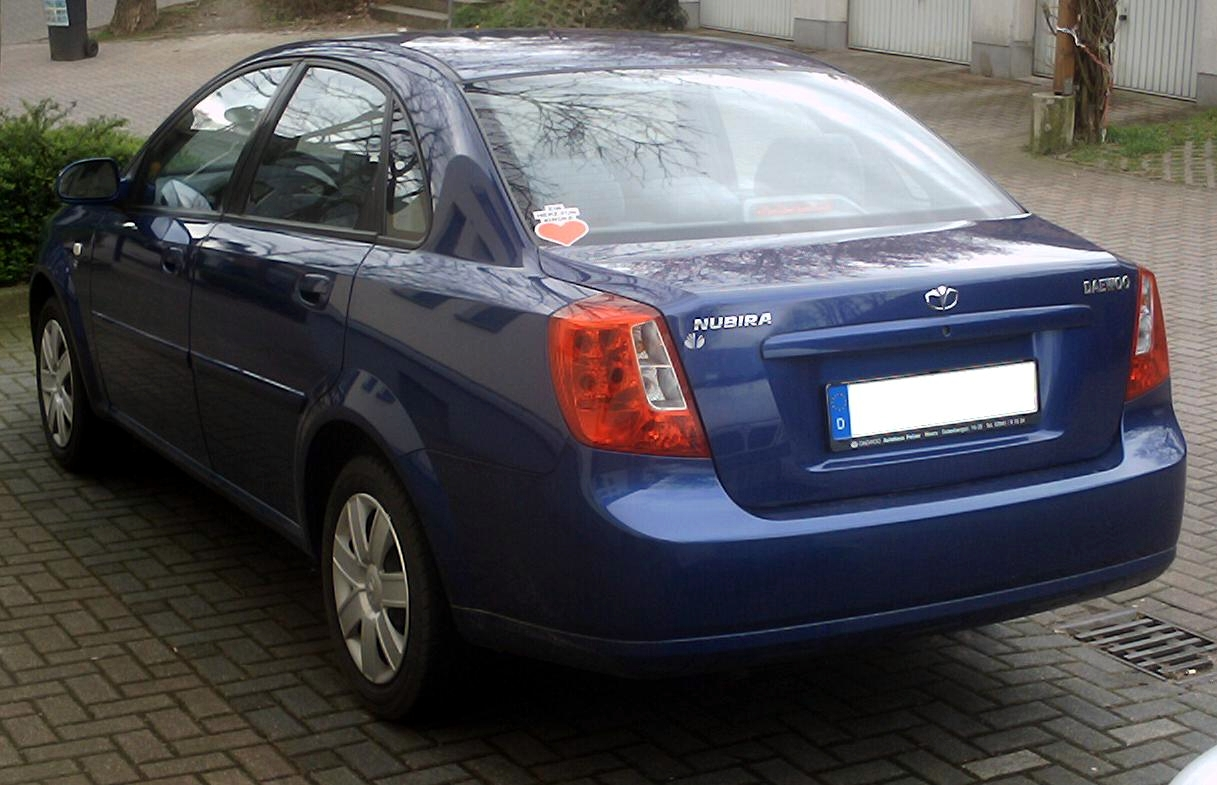
Daewoo Nubira ІІІ з кузовом седан